# Vilémov (Olomouc)
Vilémov (in tedesco Willimau) è un comune della Repubblica Ceca facente parte del distretto di Olomouc, nella regione di Olomouc.